# Oleksandr Sintschenko (Fußballspieler)
Oleksandr Wolodymyrowytsch Sintschenko (ukrainisch Олександр Володимирович Зінченко, englische Transkription: Oleksandr Zinchenko; * 15. Dezember 1996 in Radomyschl) ist ein ukrainischer Fußballspieler. Er steht beim englischen Verein FC Arsenal unter Vertrag.

## Karriere
Sintschenko kam in Radomyschl, 105 km westlich von Kiew in der ukrainischen Oblast Schytomyr, zur Welt. Da sein Vater Wolodymyr Sintschenko ebenfalls Fußballspieler war, begann er bereits früh diesen Sport auszuüben und trainierte in einem ortsansässigen Verein.

### Vereine

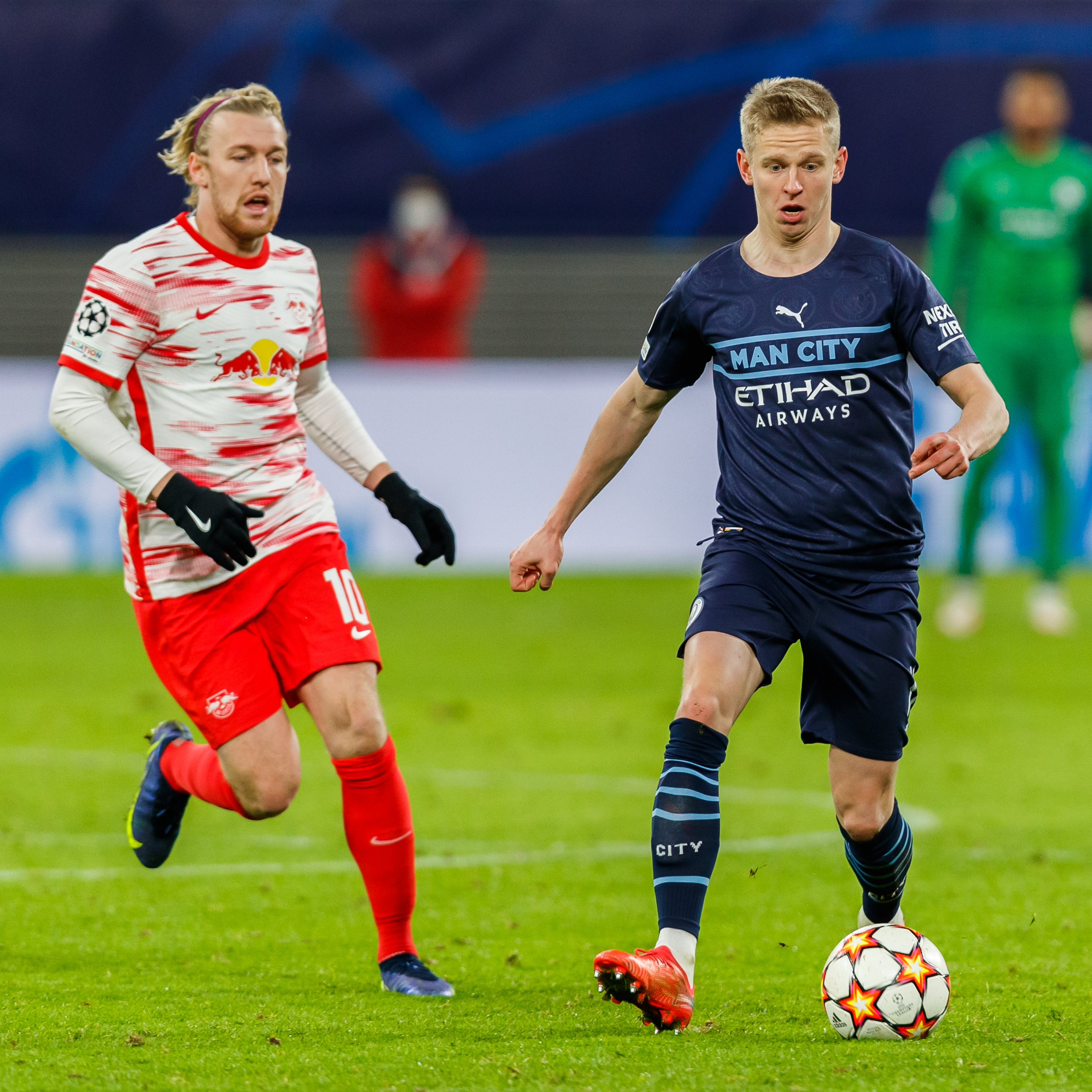
Sintschenko (r.) gegen Emil Forsberg von RB Leipzig (2021)

Seine Karriere begann in der Saison 2008/09 bei der Jugend des Vereins FC Monolit Illitschiwsk in der südukrainischen Stadt Tschornomorsk. 2009 wechselte Sintschenko ins ostukrainische Donezk zur Jugend von Schachtar Donezk, wo er Mannschaftskapitän wurde und bis 2013 in der Jugendmannschaft blieb. In der Saison 2013/14 kam er in die erste Mannschaft des in der ukrainischen Premjer-Liha spielenden Vereins, kam jedoch nicht zum Einsatz und wechselte daraufhin in die russische Stadt Ufa zum dortigen Erstligisten FK Ufa. Nach Saisonende wurde er von den Fans des FK Ufa zum besten Spieler der Saison gewählt.
Zur Saison 2016/17 wechselte er zu Manchester City.
Im August 2016 wurde er an den niederländischen Meister PSV Eindhoven verliehen. Er kam 29-mal für die PSV und ihre zweite Mannschaft zum Einsatz.
Zur Saison 2017/18 kehrte Sintschenko zu Manchester City zurück. Unter Pep Guardiola gehörte er zwar nie zum Stammpersonal, brachte es allerdings in 5 Spielzeiten auf 76 Einsätze in der Premier League und wurde 2018, 2019, 2021 sowie 2022 englischer Meister. Mit der Mannschaft erreichte der Ukrainer das Champions-League-Finale 2021, in dem er über die volle Spielzeit zum Einsatz kam, aber dem FC Chelsea unterlag.
Zur Saison 2022/23 wechselte Sintschenko innerhalb der Premier League zum FC Arsenal.

### Nationalmannschaft
Sintschenko bestritt sechs Spiele für die ukrainische U-19-Nationalmannschaft und drei Spiele für die ukrainische U-21-Nationalmannschaft.
Sein Debüt für die ukrainische A-Fußballnationalmannschaft gab er am 12. Oktober 2015 im EM 2016–Qualifikationsspiel gegen Spanien. Am 29. Mai 2016 schoss er, drei Minuten nachdem er ins Spiel gekommen war, sein erstes Tor für die Nationalmannschaft in einem Freundschaftsspiel gegen Rumänien. Damit wurde er im Alter von 19 Jahren und 165 Tagen der bis dahin jüngste Torschütze des Teams und löste Andrij Schewtschenko als Rekordhalter ab. Seinen dritten und letzten Länderspieleinsatz vor dem Beginn der EM 2016 hatte er am 3. Juni 2016 gegen die Nationalelf von Albanien.
Zur Fußball-Europameisterschaft 2016 wurde Sintschenko als Mittelfeldspieler ins EM-Aufgebot der Ukraine aufgenommen und kam dort beim Auftaktspiel gegen Deutschland in der 66. Minute ins Spiel. Im zweiten Spiel des Wettbewerbs gegen die nordirische Nationalmannschaft kam er in der 83. Minute für Wiktor Kowalenko auf den Platz, im dritten und letzten Spiel der Ukraine bei der EM war er in der Startaufstellung und bis zur 73. Minute im Spiel.
Bei der Europameisterschaft 2021 stand er im Aufgebot der Ukraine, die im Viertelfinale gegen England ausschied.

## Erfolge und Auszeichnungen
England
- Englischer Meister (4): 2018, 2019, 2021, 2022
- Englischer Pokalsieger: 2019
- Englischer Ligapokalsieger (4): 2018, 2019, 2020, 2021
- Englischer Supercupsieger (2): 2018, 2019

Auszeichnungen
- 2019: Ukrainischer Fußballer des Jahres